# Ядрен паритет
Ядреният паритет е фактическа ситуация, при която противостоящи си държави-суперсили (и техните съюзници) притежават сравними възможности да нанасят помежду си удари със стратегическите си ядрени сили.
В основата на ядрения паритет е договорът СТАРТ, тъй като и двете все още държави-суперсили САЩ и Русия (вече и Китай) разполагат с огромни въоръжени сили (в основата на които е ядреното оръжие) и изравнени възможности за милитаризация и производство на ядрено оръжие, и на практика между тях съществува стратегически паритет – понятие почти идентично с военно-стратегически паритет.
Концепцията за ядрения паритет е в основата на Студената война и съответно голяма част от световната политика през втората половина на ХХ век е съобразена изцяло с нея, въпреки че по различен начин тази концепция намира отражение във военната доктрина на отделните страни – ядрени сили.
Ядреният паритет е в основата на запазването на глобалния мир след Първата и Втората световна война. При него е невъзможна индивидуалната есхатология, защото неминуемо ще последва за другия „ударът на възмездието“, в случай на проявена „ядрена инициатива“.